# Capitanejo (patagones o araucanos)
Un capitanejo era un jefe de indios subalterno de un cacique. El término fue común para referirse a las jerarquías indígenas de las fronteras Norte y Sur argentina y chilena desde el siglo XVIII hasta la dispersión de las tribus posterior a 1880. Por extensión, en Argentina se llamó así también a los jefes políticos locales, en sentido despectivo. En algunos casos, el capitanejo es llamado "capitán". Así, por caso, Calfucurá, los denomina "capitanes" en algunas cartas. Varios tratados con el gobierno argentino los denominan así, en algunos casos por asumir grado militar del ejército nacional.
La evolución histórica de las razas o culturas que ocuparon los territorios al sur de la frontera argentina derivó en una creciente "araucanización" de las tribus desde el siglo XVIII, de tal forma que la organización social indígena que trasciende en la relación con la sociedad criolla, es principalmente la de los mapuches. En este contexto, una nación se regía por un cacique general (nidol lonco), caciques (loncos), caciquillos, capitanejos (kenoken), y konas (lanza, mocetón)  para referir a su estructura política-militar. Los tratados entre autoridades coloniales, argentinas, chilenas y tribus, en general refieren a la jerarquía indígena con la que negociaban en estos términos, ya que el contacto entre ambas partes se intensificó durante este proceso de dominación araucana.
El capitanejo era normalmente un jefe reconocido por una comunidad, capaz de conducir una partida de indios a la guerra o a la caza. Frecuentemente estaban enlazados por parentesco con sus caciques, y mantenían algunas posesiones personales en ganadería o cultivo. En ocasiones un capitanejo era el jefe de una toldería, aunque en algunos casos más de un capitanejo formaba parte de la toldería de su cacique. Constituían una segunda línea de autoridad del cacique, y usualmente en decisiones de guerra participaban del consejo. Avanzando la interacción entre población indígena y criolla, las tribus admitieron el ascenso a capitanejos (e incluso a caciques) de blancos refugiados entre los indios  (Manuel Baigorria, por ejemplo).
El término aparece aceptado por parte de las tribus indígenas, tanto como por parte de la sociedad argentina y chilena, y ha pasado a la historia en multitud de referencias de la literatura, el periodismo o los mismos registros legales (tratados de paz en época colonial e independiente).
La larga historia de lucha y coexistencia entre pobladores hispánicos e indígenas, guarda registro de muchos capitanejos destacados, particularmente, en la guerra. Lucio Mansilla describe en su "Una excursión a los indios ranqueles" a varios de ellos en su vida diaria, como Baigorrita (capítulo 45) o Chañilao (capítulo 52). Baigorrita, pocos años después del viaje de Mansilla, tiene una participación de primera línea en la defensa de los ranqueles frente al ejército del General Roca. El caso de Chañilao refleja la interrelación entre indígenas y criollos: Chañilao no era un indio, sino un criollo perseguido y refugiado en las tolderías. Manuel Prado, en su "Guerra al malón", describe violentos combates con partidas dirigidas por capitanejos (por ejemplo, con Nahuel Payun, en el capítulo 15) durante la campaña final del General Roca.